# Pterolophia nigroplagiata
Pterolophia nigroplagiata là một loài bọ cánh cứng trong họ Cerambycidae.